# James Herbert
James John Herbert (Londra, 8 aprile 1943 – Woodmancote, 20 marzo 2013) è stato uno scrittore britannico, noto per i suoi romanzi horror.

## Opere

### SerieRats
1. 1974 - I topi (The Rats o Deadly Eyes), Sonzogno
2. 1979 - L'orrenda tana (Lair), Urania n. 854
3. 1984 - Domain
4. 1994 - The City

### SerieDavid Ash
1. 1988 - Stregata (Haunted), Sperling & Kupfer (ISBN 8820011700)
2. 1994 - Ghosts of Sleath
3. 2012 - Ash

### Altri romanzi
- 1975 - Nebbia (The Fog), Urania n. 702; Urania Classici n. 148
- 1976 - Il superstite (The Survivor), Urania n. 724
- 1977 - Fluke l'uomocane (Fluke), Urania n. 869
- 1978 - La reliquia (The Spear), Urania n. 862
- 1980 - The Dark
- 1981 - The Jonah
- 1983 - Shrine
- 1985 - La pietra della Luna (Moon), Armenia Editore
- 1986 - La casa maledetta (The Magic Cottage), Armenia Editore
- 1987 - Il sepolcro (Sepulchre), Sperling & Kupfer
- 1990 - Satana (Creed), Sperling & Kupfer
- 1992 - Portent
- 1996 - 48
- 1999 - Others
- 2001 - Once
- 2004 - Nobody True
- 2006 - The Secret of Crickley Hall

### Saggi
- 1993 - James Herbert's Dark Places
- 1995 - Ghost Movies

## Film tratti da sue opere
- 1981 - Survivor aereo maledetto (The Survivor) - dal romanzo Il superstite
- 1982 - Deadly Eyes - dal romanzo I topi
- 1995 - Fluke (Fluke) - dal romanzo Fluke l'uomocane
- 1995 - Fantasmi (Haunted) - dal romanzo Stregata
- 2021 - Il sacro male (The Unholy) - dal romanzo Shrine